# Concours créatif talon du cristal
 (novembre 2018).
Le Concours créatif « Talon de cristal » est une manifestation euro-méditerranéenne en design et modélisme organisée en Tunisie par le Centre national du cuir et de la chaussure. Dédié au domaine de la chaussure, de la maroquinerie, de l'habillement et des articles de la filière du cuir, il est ouvert aux étudiants du domaine du design et du modélisme, aux institutions et écoles spécialisées ou de formation, qu'elles soient publiques ou privées de toutes origines.

## Objectif
L’objectif du concours est d’encourager et motiver les jeunes étudiants des instituts de mode, les élèves des centres de formation et les créateurs spécialisés dans le domaine du cuir et de la chaussure à enrichir le secteur de l'industrie du cuir et de la chaussure par leur créativité voire à intégrer la vie professionnelle de ce secteur.

## Historique
Le concours est organisé pour la première fois en 1989, se tenant chaque année en parallèle avec le salon PROMOCUIR jusqu’à ce que ce dernier soit suspendu en 2005. L’organisation du concours reprend ensuite en 2008 et en fait une manifestation à part entière.
| Édition | Date             | Lieu                     | Thème                                                                 | Lauréat            | Article primé                 |
| ------- | ---------------- | ------------------------ | --------------------------------------------------------------------- | ------------------ | ----------------------------- |
| 2007    | 10-11 mai 2007   | Siège de l'UTICA         | Tatouage, élément décoratif dans la chaussure et les articles en cuir | Leïla Soua         |                               |
| 2008    | 8 et 10 mai 2008 | Siège de l'UTICA         | Broderie traditionnelle tunisienne, vecteur de mode                   | Achraf Najah       |                               |
| 2009    | 29-30 juin 2009  | Siège de l'UTICA         | Talons improbables                                                    | Fatma Hosni        |                               |
| 2010    | 21-22 juin 2010  | Siège de l'UTICA         | Lumières et émotions de la Méditerranée                               | Abderraouf Kadri   |                               |
| 2012    | 5-6 juillet 2012 | Siège de l'UTICA         | Patrimoine et modernité                                               | Chadia Bouchlaghem | Premier prix du concours 2012 |
| 2013    | 13-14 mai 2013   | Siège de l'UTICA         | Essentiel, simple et fonctionnel                                      | Hanène Ajabi       | Premier prix du concours 2013 |
| 2014    | 7-8 mai 2014     | Siège de l'UTICA         | Gloire et beauté du désert                                            | Mohamed Ben Arbia  | Premier prix du concours 2014 |
| 2015    | 18-19 mai 2015   | Siège de l'UTICA         | Entre extravagance et beauté                                          | Hana Ben Taher     | Premier prix du concours 2015 |
| 2016    | 12-13 mai 2016   | Centre de congrès Médina | Noir et blanc                                                         |                    |                               |